# Llista d'asteroides/203901-204000
| Nom      | Designació provisional | Data de descobriment   | Lloc de descobriment | Descobridor/s             |
| -------- | ---------------------- | ---------------------- | -------------------- | ------------------------- |
| 203901 - | 2003 HR24              | 25 d'abril de 2003     | Kitt Peak            | Spacewatch                |
| 203902 - | 2003 HB28              | 26 d'abril de 2003     | Kitt Peak            | Spacewatch                |
| 203903 - | 2003 HY28              | 28 d'abril de 2003     | Socorro              | LINEAR                    |
| 203904 - | 2003 HE29              | 28 d'abril de 2003     | Socorro              | LINEAR                    |
| 203905 - | 2003 HJ37              | 26 d'abril de 2003     | Haleakala            | NEAT                      |
| 203906 - | 2003 HQ41              | 29 d'abril de 2003     | Haleakala            | NEAT                      |
| 203907 - | 2003 HS48              | 30 d'abril de 2003     | Socorro              | LINEAR                    |
| 203908 - | 2003 HU50              | 28 d'abril de 2003     | Socorro              | LINEAR                    |
| 203909 - | 2003 HK51              | 29 d'abril de 2003     | Kitt Peak            | Spacewatch                |
| 203910 - | 2003 HC53              | 30 d'abril de 2003     | Socorro              | LINEAR                    |
| 203911 - | 2003 JV8               | 2 de maig de 2003      | Socorro              | LINEAR                    |
| 203912 - | 2003 JM16              | 9 de maig de 2003      | Socorro              | LINEAR                    |
| 203913 - | 2003 MC1               | 22 de juny de 2003     | Anderson Mesa        | LONEOS                    |
| 203914 - | 2003 MM9               | 28 de juny de 2003     | Socorro              | LINEAR                    |
| 203915 - | 2003 OA4               | 22 de juliol de 2003   | Campo Imperatore     | CINEOS                    |
| 203916 - | 2003 OM4               | 22 de juliol de 2003   | Haleakala            | NEAT                      |
| 203917 - | 2003 OK6               | 22 de juliol de 2003   | Campo Imperatore     | CINEOS                    |
| 203918 - | 2003 OR7               | 25 de juliol de 2003   | Palomar              | NEAT                      |
| 203919 - | 2003 OV10              | 27 de juliol de 2003   | Reedy Creek          | J. Broughton              |
| 203920 - | 2003 OH13              | 27 de juliol de 2003   | Reedy Creek          | J. Broughton              |
| 203921 - | 2003 OR15              | 23 de juliol de 2003   | Palomar              | NEAT                      |
| 203922 - | 2003 OH17              | 29 de juliol de 2003   | Campo Imperatore     | CINEOS                    |
| 203923 - | 2003 OP20              | 31 de juliol de 2003   | Reedy Creek          | J. Broughton              |
| 203924 - | 2003 OR24              | 24 de juliol de 2003   | Palomar              | NEAT                      |
| 203925 - | 2003 OK27              | 24 de juliol de 2003   | Palomar              | NEAT                      |
| 203926 - | 2003 OX30              | 30 de juliol de 2003   | Campo Imperatore     | CINEOS                    |
| 203927 - | 2003 PO4               | 3 d'agost de 2003      | Norma Rose           | J. Riffle, W. K. Y. Yeung |
| 203928 - | 2003 PG8               | 2 d'agost de 2003      | Haleakala            | NEAT                      |
| 203929 - | 2003 QP14              | 20 d'agost de 2003     | Palomar              | NEAT                      |
| 203930 - | 2003 QG18              | 22 d'agost de 2003     | Palomar              | NEAT                      |
| 203931 - | 2003 QZ20              | 22 d'agost de 2003     | Palomar              | NEAT                      |
| 203932 - | 2003 QD21              | 22 d'agost de 2003     | Palomar              | NEAT                      |
| 203933 - | 2003 QM32              | 21 d'agost de 2003     | Palomar              | NEAT                      |
| 203934 - | 2003 QT37              | 22 d'agost de 2003     | Socorro              | LINEAR                    |
| 203935 - | 2003 QD49              | 22 d'agost de 2003     | Palomar              | NEAT                      |
| 203936 - | 2003 QQ49              | 22 d'agost de 2003     | Socorro              | LINEAR                    |
| 203937 - | 2003 QP52              | 23 d'agost de 2003     | Socorro              | LINEAR                    |
| 203938 - | 2003 QN69              | 25 d'agost de 2003     | Palomar              | NEAT                      |
| 203939 - | 2003 QV73              | 26 d'agost de 2003     | Črni Vrh             | H. Mikuž                  |
| 203940 - | 2003 QQ77              | 24 d'agost de 2003     | Socorro              | LINEAR                    |
| 203941 - | 2003 QK78              | 24 d'agost de 2003     | Socorro              | LINEAR                    |
| 203942 - | 2003 QZ88              | 25 d'agost de 2003     | Haleakala            | NEAT                      |
| 203943 - | 2003 QP95              | 30 d'agost de 2003     | Socorro              | LINEAR                    |
| 203944 - | 2003 QU111             | 31 d'agost de 2003     | Haleakala            | NEAT                      |
| 203945 - | 2003 QN114             | 23 d'agost de 2003     | Palomar              | NEAT                      |
| 203946 - | 2003 RA8               | 3 de setembre de 2003  | Socorro              | LINEAR                    |
| 203947 - | 2003 RA9               | 1 de setembre de 2003  | Socorro              | LINEAR                    |
| 203948 - | 2003 RF11              | 13 de setembre de 2003 | Haleakala            | NEAT                      |
| 203949 - | 2003 RS13              | 15 de setembre de 2003 | Haleakala            | NEAT                      |
| 203950 - | 2003 SY2               | 16 de setembre de 2003 | Palomar              | NEAT                      |
| 203951 - | 2003 SU6               | 16 de setembre de 2003 | Kitt Peak            | Spacewatch                |
| 203952 - | 2003 SF15              | 17 de setembre de 2003 | Socorro              | LINEAR                    |
| 203953 - | 2003 SJ16              | 17 de setembre de 2003 | Palomar              | NEAT                      |
| 203954 - | 2003 SW22              | 16 de setembre de 2003 | Palomar              | NEAT                      |
| 203955 - | 2003 SH31              | 18 de setembre de 2003 | Kitt Peak            | Spacewatch                |
| 203956 - | 2003 SX63              | 17 de setembre de 2003 | Campo Imperatore     | CINEOS                    |
| 203957 - | 2003 SK69              | 17 de setembre de 2003 | Kitt Peak            | Spacewatch                |
| 203958 - | 2003 SS94              | 19 de setembre de 2003 | Kitt Peak            | Spacewatch                |
| 203959 - | 2003 SR104             | 20 de setembre de 2003 | Kitt Peak            | Spacewatch                |
| 203960 - | 2003 SO105             | 20 de setembre de 2003 | Kitt Peak            | Spacewatch                |
| 203961 - | 2003 SZ111             | 18 de setembre de 2003 | Goodricke-Pigott     | R. A. Tucker              |
| 203962 - | 2003 SR122             | 18 de setembre de 2003 | Kitt Peak            | Spacewatch                |
| 203963 - | 2003 SV131             | 18 de setembre de 2003 | Kitt Peak            | Spacewatch                |
| 203964 - | 2003 SA133             | 19 de setembre de 2003 | Kitt Peak            | Spacewatch                |
| 203965 - | 2003 SB140             | 18 de setembre de 2003 | Campo Imperatore     | CINEOS                    |
| 203966 - | 2003 SN146             | 20 de setembre de 2003 | Palomar              | NEAT                      |
| 203967 - | 2003 SP152             | 19 de setembre de 2003 | Anderson Mesa        | LONEOS                    |
| 203968 - | 2003 SH154             | 19 de setembre de 2003 | Anderson Mesa        | LONEOS                    |
| 203969 - | 2003 SR157             | 19 de setembre de 2003 | Anderson Mesa        | LONEOS                    |
| 203970 - | 2003 SG165             | 20 de setembre de 2003 | Anderson Mesa        | LONEOS                    |
| 203971 - | 2003 SP171             | 18 de setembre de 2003 | Kitt Peak            | Spacewatch                |
| 203972 - | 2003 SW176             | 18 de setembre de 2003 | Palomar              | NEAT                      |
| 203973 - | 2003 SR193             | 20 de setembre de 2003 | Kitt Peak            | Spacewatch                |
| 203974 - | 2003 SM200             | 25 de setembre de 2003 | Palomar              | NEAT                      |
| 203975 - | 2003 SL206             | 24 de setembre de 2003 | Palomar              | NEAT                      |
| 203976 - | 2003 SR208             | 23 de setembre de 2003 | Palomar              | NEAT                      |
| 203977 - | 2003 SC212             | 25 de setembre de 2003 | Palomar              | NEAT                      |
| 203978 - | 2003 SV218             | 28 de setembre de 2003 | Desert Eagle         | W. K. Y. Yeung            |
| 203979 - | 2003 SG232             | 24 de setembre de 2003 | Haleakala            | NEAT                      |
| 203980 - | 2003 SH232             | 24 de setembre de 2003 | Haleakala            | NEAT                      |
| 203981 - | 2003 SP233             | 25 de setembre de 2003 | Palomar              | NEAT                      |
| 203982 - | 2003 SK235             | 27 de setembre de 2003 | Socorro              | LINEAR                    |
| 203983 - | 2003 SE240             | 27 de setembre de 2003 | Socorro              | LINEAR                    |
| 203984 - | 2003 SK246             | 26 de setembre de 2003 | Socorro              | LINEAR                    |
| 203985 - | 2003 SG261             | 27 de setembre de 2003 | Socorro              | LINEAR                    |
| 203986 - | 2003 SW264             | 28 de setembre de 2003 | Socorro              | LINEAR                    |
| 203987 - | 2003 SN265             | 29 de setembre de 2003 | Kitt Peak            | Spacewatch                |
| 203988 - | 2003 SD293             | 27 de setembre de 2003 | Socorro              | LINEAR                    |
| 203989 - | 2003 SV302             | 17 de setembre de 2003 | Palomar              | NEAT                      |
| 203990 - | 2003 SB306             | 30 de setembre de 2003 | Socorro              | LINEAR                    |
| 203991 - | 2003 SN319             | 22 de setembre de 2003 | Anderson Mesa        | LONEOS                    |
| 203992 - | 2003 SR319             | 28 de setembre de 2003 | Socorro              | LINEAR                    |
| 203993 - | 2003 SF323             | 16 de setembre de 2003 | Kitt Peak            | Spacewatch                |
| 203994 - | 2003 TL2               | 1 d'octubre de 2003    | Goodricke-Pigott     | J. W. Kessel              |
| 203995 - | 2003 TO12              | 14 d'octubre de 2003   | Anderson Mesa        | LONEOS                    |
| 203996 - | 2003 TX16              | 14 d'octubre de 2003   | Anderson Mesa        | LONEOS                    |
| 203997 - | 2003 TT19              | 15 d'octubre de 2003   | Anderson Mesa        | LONEOS                    |
| 203998 - | 2003 TB20              | 14 d'octubre de 2003   | Palomar              | NEAT                      |
| 203999 - | 2003 TZ20              | 15 d'octubre de 2003   | Anderson Mesa        | LONEOS                    |
| 204000 - | 2003 TY27              | 1 d'octubre de 2003    | Kitt Peak            | Spacewatch                |